# Уилсон, Гарольд (гребец)
Гарольд Чарльз Уилсон (англ. Harold Charles Wilson; не ранее 15 января 1903 и не позднее 25 января 1903, Вашингтон, Пенсильвания — 2 мая 1981, Beach Haven, Нью-Джерси) — американский гребец, выступавший за сборную США по академической гребле в середине 1920-х годов. Бронзовый призёр летних Олимпийских игр в Париже в зачёте распашных двоек с рулевым.

## Биография
Гарольд Уилсон родился 15 января 1903 года в городе Вашингтон, штат Пенсильвания. Детство провёл в Филадельфии, куда переехал вместе с семьёй в 1910 году.
Заниматься академической греблей начал в 1922 году, проходил подготовку в клубе Pennsylvania Barge Club в Филадельфии.
Наивысшего успеха в гребле на международном уровне добился в сезоне 1924 года, когда вошёл в основной состав американской национальной сборной и благодаря череде удачных выступлений удостоился права защищать честь страны на летних Олимпийских играх в Париже. В распашных двойках совместно с Леоном Батлером и рулевым Эдвардом Дженнингсом благополучно преодолел полуфинальную стадию, тогда как в решающем финальном заезде пришёл к финишу третьим позади экипажей из Швейцарии и Италии — тем самым завоевал бронзовую олимпийскую медаль.
После парижской Олимпиады Уилсон больше не показывал сколько-нибудь значимых результатов в академической гребле на международной арене.
Впоследствии вместе с отцом управлял собственной прачечной в Северной Филадельфии. В 1969 году закрыл свой бизнес и вышел на пенсию.
Умер 2 мая 1981 года в Бич-Хейвен, штат Нью-Джерси, в возрасте 78 лет.